# Герб Литви
Герб Литви́ — офіційний державний символ Литви; установлений 15-ю статтею Конституції Литовської Республіки, прийнятої референдумом 1992 і описаної в Законі про державний герб. Символ походить від герба Великого князівства Литовського (Погоня, біл. Пагоня, пол. Pogoń, лит. Vytis).
Герб Литви у країні називають — Вітіс (Vytis, від слова «vyti», «vytis» — передоганяти, також укр: Погоня) — лицар, фігура срібного литовського лицаря верхи на срібному коні, що захищає Батьківщину від ворогів. Інколи кажуть, що цей вершник — князь Ґедимін.

## Історія герба Литви
Традиційно історичним гербом Литви вважають «Погоню». У 1440 році Колони Гедіміна на щиті литовського герба були замінені подвійним хрестом династії Ягеллонів, однак Колони Гедиміна залишились гербом правлячої родини.
Землі, які наразі входять до складу Литовської республіки, користувалися також і локальними геральдичними символами. Так, у XVI — XIX ст. литовські землі були представлені гербом Жемайтії із ведмедем. У другій половині XIX — на початку ХХ століття литовські губернії отримали від імперії герби-новотвори, які не мали підґрунтя місцевих геральдичних традицій. Створення Литовської держави 1918 року закріпило статус державного литовського герба за «Погонею», яка в історичному контексті уособлювала землі сучасної Білорусі. Спроби пошуку власне литовського символу як альтернативи «Погоні» 1935 року чи запровадження радянської геральдики 1940 року не стали історичною самістю — 1990 року країна повернулася до герба Великого князівства Литовського.

### Жмудське князівство

Герб Жемайтії (XVI—XVIII ст.)

Герб Самогітії у Російській геральдиці (кін. XVIII — поч. ХХ ст.)

Герб князівства Жемайтії: у червоному полі чорний ведмідь, що стоїть із срібним нашийником, червоними очима та язиком. Вперше герб Жмуді був згаданий Бартошем Папроцьким 1584 року в його книзі «Герби польського лицарства». На печатці Великого князя ведмідь вперше був названий гербом Жмуді 1669 року. Виникнення герба пов'язують з давньою легендою: одне з римських племен, що оселилися в Литві носило ім'я Урсінаі (від латинського «ведмідь» — «ursus»).
На Великому гербі Російської імперії Жемайтія (Самогітія) була представлена у золотому полі чорним ведмедем на задніх лапах, з червоними очима і язиком.

### Губернії

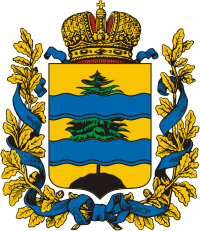
Герб Сувалкської губернії (1869—1918 рр.)

У складі Російської імперії лише у Ковенській та Сувалкській губерніях переважало литовське населення (70,1 % — Ковенська, 52,2 % — Сувалкська). Герби цих губерній не містили «Погоні» (даний герб закріпився за Віленською губернією, де білоруси становили 56 %, литовці — 17,5 %, євреї — 12,5 %, поляки — 8 %).

Опис герба Ковенської губернії, що затверджений 5 липня 1878 року: 
|  | В синьому полі срібний пам'ятник, що поставлений у місті Ковно на згадку війни 1812 року. Цей пам'ятник прикрашений золотими Імператорськими орлами та увінчаний золотим православним хрестом, з двома перекладинами вгорі. Щит увінчаний Імператорською короною і оточений золотим дубовим листям, переплетеним Андріївською стрічкою.Оригінальний текст (рос.) В лазуревом щите серебряный памятник, воздвигнутый в городе Ковно в воспоминание войны 1812 года. Сей памятник украшен золотыми Императорскими орлами и увенчан золотым русским, с двумя перекладинами вверху, крестом. Щит увенчан Императорскою короною и окружен золотыми дубовыми листьями, соединенными Андреевскою лентою. |

Опис герба Сувалкської губернії, що затверджений 25 лютого 1869 року: 
|  | У золотому щиті на чорному пагорбі зелена ялина, що покрита двома блакитними хвилеподібними поясами. Щит увінчаний імператорською короною і оточений золотими дубовими гілками, з'єднаними Андріївською стрічкою».Оригінальний текст (рос.) В золотом щите на черном холме зеленая ель, все обрамлено двумя лазуревыми волнообразными поясами. Щит увенчан Императорскою короною и окружен золотыми дубовыми листьями, соединенными Андреевскою лентою. |

### Перша республіка (1920—1940)

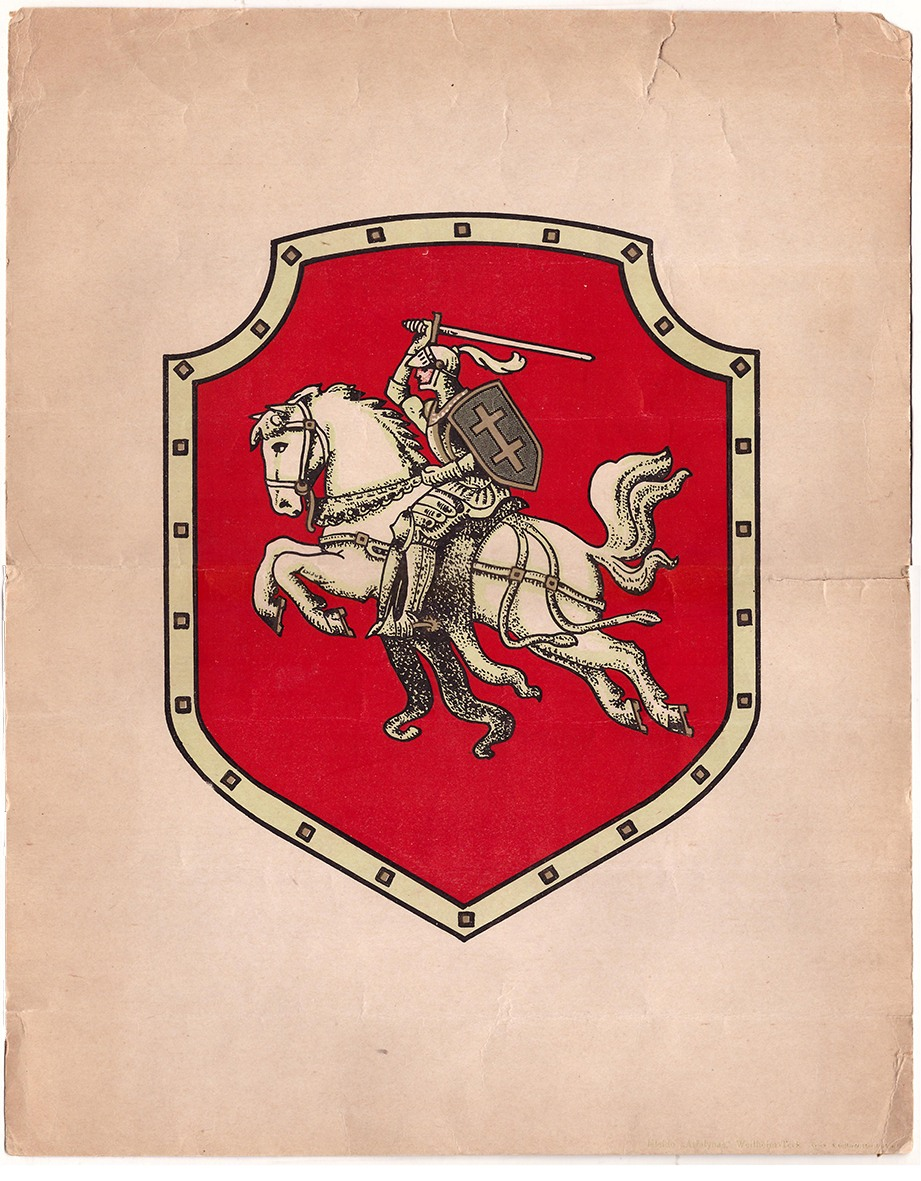
Герб Литви (1918-1940)

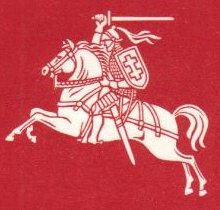
Малюнок герба для монет Литви (1925–40)

Лютнева революція в Росії 1917 року дала можливість відновити державність Литви. Вже в березні була створена Рада Литовської Нації, яка скликала сейм литовців, розкиданих на території всієї Російської імперії. Він відбувся в Петербурзі 27 травня 1917 року. І хоча основним питанням на ньому було відновлення Литовської держави, тут же вперше підняли питання про символ цієї держави. Радикали вирішили на основі Герба Великого князівства Литовського створити новий герб: жінка з розпущеним волоссям на коні, що тримає в руці ліхтар. «І тільки сувора вимога литовських офіцерів зняти зі стіни цю відьму, подіяла на її авторів» — згадував сучасник цих подій, професор історії Каунаського університету ім. Вітаутаса Великого Ігнас Йонінас. На цьому сеймі «Погоня» була затверджена офіційно як герб країни. З тих пір білі вершники з'являлися в різних конфігураціях, формах і кольорах. Різні організації, товариства, литовські військові з'єднання мали свої модифікації.
11 грудня 1917 Литовська Рада (Lietuvos Taryba) під німецькою окупацією проголосила відновлення литовської держави в кордонах 1793 р. 16 лютого 1918 Рада прийняла Акт незалежності Литви. Номер урядової газети Lietuvos aidas, в якому був опублікований Акт, вийшов з зображенням «Погоні» в оформленні.
Стовпи Гедиміна стали широко застосовуватися на початку ХХ століття, коли литовський національний рух набирав силу та популярність. Після створення Литовської Республікив 1918 році  цей символ використовували литовська армія, авіація, державні установи та різні організації.
1920 року перша Литовська республіка теж обрала своїм гербом символ Великого князівства Литовського «Погоню». Використання історичного герба Великого князівства символізувало плани литовської еліти територіальної, культурної та історичної спадщини всього Великого князівства литовського.
16 листопада 1922 року у празькій друкарні були віддруковані перші банкноти Литовського Банку за малюнками литовського художника Адомаса Варнаса, центральним елементом яких було зображення «Погоні». З 1925 року Литовський Банк почав випускати монети, на аверсі яких зображувалася «Погоня», як головна фігура державного герба. Автором малюнка був відомий скульптур Юозас Зікарас (Juozas Zikaras).
У міжвоєнні роки державні відомства, організації, вузи Литовської республіки використовували різні малюнки герба, створені Т. Даугірдасом, А. Жмуйдзінавічюсом, Ю. Зікарасом, А. Гальдікасом, іншими художниками. Але єдиного — еталонного — малюнка литовського герба не було. Найпопулярнішим у той час був знак, створений в 1924 р. Ю. Зікарасом для литовських монет — літів. Тоді-ж було запропоновано барельєф цього герба затвердити як еталонний, але чомусь це не було зроблено.
Інший символ Великого князівства литовського - «Коломни» - були на ордені Великого князя Гедиміна, заснованому в 1928 році, і на медалі Ордена Великого князя Гедиміна, створеному в 1930 році
25 травня 1928 року президент Антанас Сметона затвердив нову Конституцію Литви, у статті 8 якої було зазначено: 
|  | Державний герб: білий вершник у червоному полі. |

Це ж опис зберігся і в четвертій конституції, прийнятій Сеймом 12 травня 1938.
Проте, не всі литовці погоджувалися із «Погонею», як державним символом. Так 1935 року прем'єр-міністр «Литви» пан Тубуліс офіційно заявив про необхідність замінити «Погоню» на «литовський символ» і ухвалив рішення почати роботу над створенням нового герба. Проте, ці плани так і не були реалізовані.

### Литовська РСР (1940—1990)

Герб Литовської РСР (1940—1990)

Протягом радянської окупації (1940—1990 рр.) Литва мала новий герб. Герб Литовської РСР — державний символ Литовської Радянської Соціалістичної Республіки. Базувався на гербі СРСР. Це було зображення золотого серпа і молота в золотих променях сонця на білому фоні, що оточений колосками і дубовим листям, перевитими червоними стрічками з написами зліва литовською «visu saliu proletarai, vienykites!» і російською мовами «Пролетарии всех стран, соединяйтесь!» (укр. Пролетарі всіх країн, єднайтеся!). У верхній частині герба була розташована п'ятипроменева зірка, в нижній його частині — букви на червоній стрічці «LTSR». Положення про герб було закріплене у 167 статті Конституції Литовської РСР від 20 квітня 1978 року.
17 червня 2008 року литовський парламент прийняв поправки в закон про зібрання, які забороняють використовувати на масових заходах символи гітлерівської Німеччини і Радянського Союзу. У «чорному списку» опинилися нацистська свастика, радянські серп, молот і червона п'ятипроменева зірка. Заборона торкнулася не лише візуальних носіїв, але і
музичних творів — гімну Радянського Союзу, а також гімну Литовської РСР.

### Друга республіка (від 1990 року)

Герб Литви 1990—1991

Від 1988 р. після тривалої заборони під час радянської доби Погоня знову стає вживатися як неофіційний національний символ відродженої Литви.
11 березня 1990 року Верховна Рада Литовської РСР (згодом названа Відновним Сеймом) скасувала дію Конституції СРСР і Конституції Литовської РСР на її території і заявила про вихід Литви зі складу СРСР. Одночасно були прийняті закон «Про відновлення дії Конституції Литви від 12 травня 1938 року» та закон «Про назву держави і герб», яким було відновлено назву «Литовська Республіка» і герб, що існував до липня 1940 року. Після оголошення результатів голосування герб Литовської РСР, що був закріплений на задній стіні залу засідань, стали повільно закривати завісою. А коли засідання закінчилося, герб був зірваний, кинутий на бруківку і депутати натовпом пройшлися по металевому гербу Литовської РСР.
10 квітня 1990 був прийнятий закон Литовської Республіки № I-130 «Про Литовський державний герб», у статті 1 якого було встановлено опис герба:
|  | Литовський державний герб є Вітіс: у червоному полі гербового щита срібний вершник в латах на коні тримає в правиці піднятий над головою меч. На лівому плечі вершника висить щит, у червоному полі якого подвійний кольору золотий хрест. Руків'я меча і кріплення піхов, шпори вершника, вудила вузди, підкови коня і прикраси попруги та іншого спорядження - золоті. Оригінальний текст (лит.) Lietuvos valstybės herbas yra Vytis: herbinio skydo raudoname lauke sidabro spalvos šarvuotas raitelis ant žirgo, laikantis dešinėje rankoje virš galvos iškeltą kalaviją. Prie raitelio kairiojo peties kabo skydas, kurio raudoname lauke dvigubas aukso spalvos kryžius. |

Кольоровий еталон зображення герба був затверджений Верховною Радою Литовської республіки 17 травня 1990 року.

Герб Литви (від 1991)

4 вересня 1991 року був прийнятий закон Литовської Республіки № I-1751 «Про зміну в законі Литовської Республіки» Про Литовський державний герб, яким була встановлена нова редакція статті 1 закону від 10 квітня 1990 року:
|  | Литовський державний герб є Вітіс: у червоному полі гербового щита зображено срібного вершника в латах на срібному коні, що тримає в правиці піднятий над головою срібний меч. На лівому плечі вершника висить синій щит з подвійним золотим хрестом. Сідло, чепрак, оброть і попруга коня сині. Руків'я меча, вудила вузди, стремена і шпори, піхви і металеві кріплення збруї коня — золоті.Оригінальний текст (лит.) Lietuvos valstybės herbas yra Vytis: herbinio skydo raudonajame lauke vaizduojamas sidabrinis šarvuotas raitelis ant balto žirgo, laikantis dešinėje rankoje virš galvos iškeltą sidabrinį kalaviją. Prie raitelio kairiojo peties kabo mėlynas skydas su dvigubu auksiniu kryžiumi. Žirgo balnas, gūnia, kamanos ir diržai mėlyni. Kalavijo rankena, kamanų žąslai, balno kilpa ir pentinas, makšties bei žirgo aprangos metaliniai sutvirtinimai auksiniai. |

Малюнок герба був створений провідним художником-геральдистом Арвідасом Каждайлісом (Arvydas Stanislavas Kazdailis) на основі зображення герба Великого Князівства Литовського на гобелені у Вавельському замку м. Кракові.
Також у Литви є і Великий герб, вживаний Сеймом Литовської Республіки, створений Арвідасом Каждайлісом. Він складається з герба Vytis, який підтримують два щитотримачі — грифон та єдиноріг, нагорі корона Великого Князівства Литовського (як на виданні Литовського статуту 1586), знизу так звані Ґедемінові стовпи, пурпурна стрічка з девізом литовською мовою «Vienybė težydi!» («Єдність нехай цвіте!» — останній рядок гімну Литви «Vardan tos Lietuvos vienybė težydi» — «В ім'я тієї Литви єдність нехай цвіте!»).

## Походження назви
Пошук литовського слова для позначення герба Великого князівства Литовського — «Погоня» розпочався у XVII столітті. У той час Канстянтин Жирвід для позначення герба пропонував два слова — «waykitoias» (з литовської: «людина, що когось жене») і «waykimas» (з литовської: «переслідування»).
У литовській літературі кінця XVIII — початку XIX століття «Погоню» зазвичай звали «Vaikymas» («Переслідування»). У середині XIX століття Симонас Давкантас (Simonas Daukantas) запропонував свій новотвір «výtis» (з малої літери і з наголосом на першому складі), але не для позначення «Погоні» цілком, а лише для позначення її вершника-лицаря. Для позначення ж «Погоні» повністю слово «Vytís» (вже з великої літери і з наголосом на другому складі) вперше використав Мікалоюс Акелаїтіс (Mikalojus Akelaitis) 1884 року.
До кінця XIX століття слово «Vytis» стало загальноприйнятим у Литві для позначення «Погоні».